# Hans-Fallada-Preis
Der Hans-Fallada-Preis der Stadt Neumünster ist ein Literaturpreis, der seit 1981 in der Regel alle zwei Jahre verliehen wird. Gemäß den Vergabe-Richtlinien will die Stadt mit ihm bevorzugt jüngere Autoren aus dem deutschsprachigen Raum würdigen, die wie der Namensgeber Hans Fallada in ihren Werken Probleme der Gegenwart mit politisch-sozialem Hintergrund behandeln.
Äußerer Anlass für die Stiftung des Preises war die 50. Wiederkehr des Erscheinens von Falladas Roman Bauern, Bonzen und Bomben. In diesem Roman beschreibt Fallada, der seit 1928 als Mitarbeiter des Generalanzeigers für Neumünster in Neumünster lebte, Ereignisse um die schleswig-holsteinische Landvolkbewegung, u. a. die blutig verlaufene Demonstration schleswig-holsteinischer Bauern und den anschließenden Prozess, der 1929 in Neumünster stattfand.
Die Auszeichnung ist mit 10.000 Euro dotiert; bei Vergabe an zwei Preisträger wird die Dotation halbiert.

## Preisträger
- 1981: Erich Loest
- 1983: Ludwig Fels
- 1985: Sten Nadolny
- 1988: Ralph Giordano
- 1990: Jurek Becker
- 1993: Helga Schubert
- 1996: Günter Grass
- 1998: Bernhard Schlink
- 2000: Thomas Brussig
- 2002: Birgit Vanderbeke
- 2004: Wilhelm Genazino
- 2006: Iris Hanika
- 2008: Ralf Rothmann
- 2010: Lukas Bärfuss
- 2012: Wolfgang Herrndorf für Tschick
- 2014: Jenny Erpenbeck
- 2016: Jonas Lüscher für Frühling der Barbaren
- 2018: Sandra Hoffmann für Paula
- 2020: Saša Stanišić für Herkunft
- 2022: Arezu Weitholz für Beinahe Alaska
- 2024: Grit Lemke für Kinder von Hoy